# Kissed (film, 1922)
Pour les articles homonymes, voir Kissed.
Pour plus de détails, voir Fiche technique et Distribution.
Kissed est un film américain réalisé par King Baggot et sorti en 1922.

## Synopsis
Constance Keener a ses propres idées sur le choix d'un mari. Lors d'un bal masqué, elle est embrassée par un inconnu, et pense avoir trouvé l'homme idéal. Cependant, elle est incapable de déterminer parmi trois hommes, habillés de la même manière, lequel l'a embrassé. Elle décide finalement que c'était le Dr Moss, et accepte de s'enfuir avec lui en train, mais elle découvre, lorsqu'il l'embrasse, que le Dr Moss n'est pas l'homme du bal.

## Fiche technique
- Réalisation : King Baggot
- Scénario : Doris Schroeder
- Production : Universal Pictures
- Photographie : 	Ben Bail
- Durée : 50 minutes
- Dates de sortie:
  - États-Unis : 22 mai 1922

## Distribution
- Marie Prevost : Constance Keener
- Lloyd Whitlock : Dr Sherman Moss
- Lillian Langdon : Mme Keener
- J. Frank Glendon : Merson Torrey
- Arthur Hoyt : Horace Peabody
- Percy Challenger : l'éditeur Needham
- Harold Miller : Bobb Rennesdale
- Marie Crisp : Mlle Smith
- Harold Goodwin : Jim Kernochan